# Наводнение на День всех святых (1436)
Наводнение на День всех святых (1 ноября) 1436 года было штормовым приливом, который обрушился на все побережье Северного моря Немецкой бухты.
В полночь 1 ноября поднялся необычайно сильный шторм, в результате чего вода поднялась до небывалого уровня. Плотины прорвались почти повсюду, и наводнения нанесли большой ущерб, особенно в Дитмаршене, где погибло много людей и крупного рогатого скота. В приходе Лунден вода поднялась до фундаментных стен церкви Святого Лаврентия.
В одном только северо-фризском городе Тетенбюлль погибло 180 человек, по другим данным — 280. Эйдум на Зильте был разрушен, жители переселились, а затем основали Вестерланд. Лист на Зильте был заброшен после наводнения и двинулся дальше на восток. Дамбы прорвало вдоль реки Осте и в Кехдингене. Пелльворм был отделён от Нордштранда.
В результате шторма выпало столько снега, что люди были заперты в своих домах на несколько дней, а дороги оказались непроходимыми. За этим последовали сильные холода, которые продлились до Великого поста, так что многие путешественники погибли в дороге. Ущерб, нанесённый штормовым приливом, можно было устранить только с конца весны следующего года.